# Doug Brindley
Pour les articles homonymes, voir Brindley.
Douglas Allen Brindley, dit Doug Brindley, (né le 8 juin 1949 à Walkerton en Ontario) est un joueur professionnel de hockey sur glace.

## Biographie
Il joua brièvement au poste de centre dans la Ligue nationale de hockey pour les Maple Leafs de Toronto, puis dans l'association mondiale de hockey (AMH) pour les Crusaders de Cleveland.
Brindley fut repêché par les Leafs au second tour du repêchage amateur de la LNH 1969, 20e au total, des Flyers de Niagara Falls de l'AHO. Il ne joue que 3 matches sous l'uniforme des Leafs en 1970-1971 avant de passer dans l'AMH par la suite. Il joue aussi pour quelques clubs des ligues mineures avant de se retirer en 1976.

## Statistiques
| Saison     | Équipe                  | Ligue      |     | Saison régulière | Saison régulière | Saison régulière | Saison régulière | Saison régulière |   | Séries éliminatoires | Séries éliminatoires | Séries éliminatoires | Séries éliminatoires | Séries éliminatoires |
| Saison     | Équipe                  | Ligue      | PJ  | B                | A                | Pts              | Pun              | PJ               | B | A                    | Pts                  | Pun                  |                      |                      |
| 1967-1968  | Flyers de Niagara Falls | AHO        | 54  | 15               | 28               | 43               | 20               |                  |   |                      |                      |                      |                      |                      |
| 1968-1969  | Flyers de Niagara Falls | AHO        | 54  | 40               | 37               | 77               | 62               |                  |   |                      |                      |                      |                      |                      |
| 1969-1970  | Oilers de Tulsa         | LCH        | 65  | 22               | 25               | 47               | 14               | 6                | 0 | 6                    | 6                    | 0                    |                      |                      |
| 1969-1970  | Bisons de Buffalo       | LAH        |     |                  |                  |                  |                  | 1                | 0 | 1                    | 1                    | 0                    |                      |                      |
| 1970-1971  | Oilers de Tulsa         | LCH        | 65  | 29               | 38               | 67               | 17               |                  |   |                      |                      |                      |                      |                      |
| 1970-1971  | Maple Leafs de Toronto  | LNH        | 3   | 0                | 0                | 0                | 0                |                  |   |                      |                      |                      |                      |                      |
| 1971-1972  | Americans de Rochester  | LAH        | 74  | 20               | 27               | 47               | 12               |                  |   |                      |                      |                      |                      |                      |
| 1972-1973  | Crusaders de Cleveland  | AMH        | 73  | 15               | 11               | 26               | 6                | 9                | 0 | 0                    | 0                    | 6                    |                      |                      |
| 1973-1974  | Barons de Jacksonville  | LAH        | 50  | 19               | 14               | 33               | 26               |                  |   |                      |                      |                      |                      |                      |
| 1973-1974  | Crusaders de Cleveland  | AMH        | 30  | 13               | 9                | 22               | 13               | 5                | 0 | 1                    | 1                    | 2                    |                      |                      |
| 1974-1975  | Comets de Mohawk Valley | NAHL       | 71  | 28               | 44               | 72               | 36               | 2                | 0 | 0                    | 0                    | 0                    |                      |                      |
| 1975-1976  | Blazers de Syracuse     | NAHL       | 70  | 43               | 58               | 101              | 34               | 8                | 0 | 8                    | 8                    | 4                    |                      |                      |
| Totaux AMH | Totaux AMH              | Totaux AMH | 103 | 28               | 20               | 48               | 19               | 14               | 0 | 1                    | 1                    | 8                    |                      |                      |
| Totaux LNH | Totaux LNH              | Totaux LNH | 3   | 0                | 0                | 0                | 0                |                  |   |                      |                      |                      |                      |                      |